# Horst Spegg
Horst Spegg (* 23. Juni 1928 in Reutlingen; † 16. August 1994 in Stuttgart) war ein deutscher Apotheker. 
Nach seiner Praktikantenzeit in der Löwen-Apotheke in Leonberg bestand Spegg 1950 in Stuttgart die pharmazeutische Vorprüfung, studierte bis zur Approbation 1955 an der Universität Tübingen und wurde 1957 an derselben Universität bei Karl Hummel zum Dr. rer. nat. promoviert. Im gleichen Jahr trat er in die Marien-Apotheke in Stuttgart ein, die er aufgrund des plötzlichen Todes des Besitzers 1965 kaufte. Sie blieb bis 1992 in seinem Besitz.
Spegg wurde vor allem durch seine Aktivitäten in der Aus- und Fortbildung des pharmazeutischen Personals bekannt. So war er von 1963 bis 1972 auch Fachlehrer an der Kerschensteinerschule in Stuttgart-Feuerbach für die Helferinnenausbildung. Ebenfalls war er von 1967 bis 1970 Mitglied der Prüfungskommission für die pharmazeutische Vorprüfung. Von 1975 bis 1989 engagierte er sich in den „begleitenden Unterrichtsveranstalrungen“ an der Universitäten Tübingen, Freiburg und Heidelberg und von 1976 bis 1989 war er Mitglied in der Prüfungskommission für den dritten Abschnitt des pharmazeutischen Staatsexamens. Als Pharmazierat (Ernennung 1979) erwarb sich Spegg durch seine kollegiale Tätigkeit große Anerkennung. Daneben trat er als Autor mehrerer Bücher und Buchbeiträge sowie als Herausgeber von Beilagen der Deutschen Apotheker-Zeitung (Praktikantenbriefe, PTA heute, Ernährung aktuell) hervor.

## Veröffentlichungen
- Untersuchungen zur Lage, Ausbildung und Funktion der schleimführenden Gewebe bei Malvacaeen und Tiliaceen. Nat. Dissertation Tübingen 1957.
- mit Herbert Hügel: Apothekenbesichtigung. Ein Handbuch zur Selbstkontrolle des Apothekenbetriebs. Stuttgart 1983
- Ernährungslehre und Diätik. Paperbackserie: Der pharmazeutisch-technische Assistent. Stuttgart 1983.